# Chapelle-Saint-Ursin
Chapelle-Saint-Ursin é uma comuna francesa na região administrativa do Centro, no departamento Cher. Estende-se por uma área de 7,83 km². Em 2010 a comuna tinha 3 684 habitantes (densidade: 470,5 hab./km²).